# 田中弘文 (実業家)
田中 弘文（たなか ひろふみ、1940年2月23日-  ）は、日本の経営者。アサヒペン社長、会長を務めた。大阪府出身。

## 来歴・人物
1961年に同志社大学経済学部を中退し、同年5月にアサヒペンに入社した。1970年11月に取締役に就任し、1977年5月には社長に昇格した。1995年4月に副会長に就任し、2003年6月から相談役を務めた。
2012年11月に旭日単光章を受章。